# Закревки
Закревки —  селище в Україні, у Черкаському районі Черкаської області, підпорядковане Мошнівській сільській громаді. У селищі мешкає 80 людей.
Селище Закревки розташоване під сосновим лісом і має мальовничі краєвиди.
Між селищем Закревки та селом Старосілля розташована штольня, на дорозі знак AQ-3

## Пам'ятки
- Закревський заказник — ботанічний заказник місцевого значення.